# Palniacris maculatus
Palniacris maculatus är en insektsart som beskrevs av Henry, G.M. 1940. Palniacris maculatus ingår i släktet Palniacris och familjen gräshoppor. Inga underarter finns listade i Catalogue of Life.